# 普川茂保
普川 茂保（ふかわ しげやす、1913年5月13日 - 1995年5月30日）は日本の実業家。元日本信託銀行社長・会長。

## 人物
神奈川県出身。旧制神奈川県立小田原中学校（神奈川県立小田原高等学校の前身）、旧制東京商科大学（一橋大学の前身）を経て、第百銀行に入行。
三菱銀行で総務部長や常務を務めたのち、1974年に日本信託銀行社長就任。日本列島改造論後の不動産不況で多額の不良債権が生じていた同行のたてなおしにあたった。また労働組合との関係改善も進め、のちの三菱銀行との経営統合の基盤を作った。1981年に社長を退任し、会長に就任。1987年6月、会長を退き、取締役相談役に就任。1988年6月には取締役を退任し相談役に就任。このほか中野組監査役、財団法人セコム科学技術振興財団理事長、小松ストアー取締役等も務めた。1990年、勲三等瑞宝章を受章。
1995年5月30日に肝不全のため東京都港区の病院で死去。享年82。
趣味は囲碁や絵画鑑賞。

## 著書
- 『銀行員の市場調査』銀行研修社(セールス・シリーズ ; 6) 1969年